# Oficina Estatal de Auditoría de Tailandia
La Oficina Estatal de Auditoría del Reino de Tailandia (en tailandés,  สำนักงานการตรวจเงินแผ่นดิน ), anteriormente conocida como la Oficina del Auditor General, es una agencia estatal independiente y con mandato constitucional de Tailandia, cuya función es examinar las cuentas y las finanzas del gobierno para garantizar la transparencia y perseguir el fraude financiero. Así, es la entidad fiscalizadora superior del Estado tailandés.

## Organización
En el año fiscal 2023, la Oficina Estatal de Auditoría recibió 2.563,2 millones de baht de presupuesto.

## Historia
La Constitución de Tailandia de 1997 estableció una ley constitucional para la auditoría de los activos gubernamentales. La Junta de Auditoría fue creada con la promulgación de la Ley Orgánica de Auditoría del Estado en 1999. La Constitución de Tailandia de 2007 impulsó la expansión de la auditoría en el gobierno, aunque no se tomó ninguna medida hasta que entró en vigor. La Constitución de Tailandia de 2017 instó a un enfoque estricto de las finanzas dentro del gobierno. En 2018, la Ley de Disciplina Fiscal y Financiera del Estado estableció un marco para la disciplina y la gestión de las finanzas.
En 2019, la Oficina Estatal de Auditoría comenzó a investigar a la aerolínea bandera tailandesa Thai Airways como resultado de una pérdida de 6.800 millones de baht en medio año.
En 2020, la oficina comenzó la construcción de un nuevo edificio de oficinas en Bangkok. Su construcción estuvo a cargo de la empresa de desarrollo ítalotailandesa y de la Corporación de Ingeniería Ferroviaria de China. En abril de 2024, la Oficina Estatal de Auditoría creó una nueva sección en materia de megaproyectos gubernamentales.
El 28 de marzo de 2025, dicho edificio de oficinas que estaba en construcción para la Oficina Estatal de Auditoría en la ciudad de Bangkok se derrumbó como resultado de un intenso terremoto con epicentro en Myanmar. 